# Иванаки Йонков – Кюркчията
Иванаки Йонков – Кюркчията е български революционер, един от ръководителите на Велчовата завера.

## Биография
В миналото има спорове около рожденото му място, като по-късно се налага мнението, че е родом от село Вратца (днес Стефаново). Вратца е било със статут на войнуганско-дервентско село и като такова се е ползвало с определени привилегии. Иванаки Йонков е известен и като Вратцалията, както го нарича например Георги Раковски. Иванаки Йонков учи като юноша кожарския занаят в Ловеч, където посещава и училище. След завършване на обучението си трайно се установява в Търново. Младия кюркчия бързо увеличил капитала си и се издигал в кюркчийския еснаф, като в началото на 30-те години на 19 век, вече бил първомайстор на целия кожаро-кожухарски (кюркчийски) еснаф в Търново.
С Руско-турската война от 1828 – 1829 г. и особено след подписването на Ункярискелесийския договор през 1833 г. надеждите за близко освобождение на България с помощта на Русия се засилват. Започва подготовката на Велчовата завера. Идеолог на съзаклятието е капитан Георги Мамарчев, който установява връзка с патриотично настроени българи от Търново, сред които са: Велчо Джамджията, Иванаки Йонков – Кюркчията, Никола Гайтанджията – първомайстор на гайтанджийския еснаф, игумена на Плаковският манастир отец Сергий Плаковски, който като юноша бил хайдутин, известният строител майстор Димитър Софиянлията, даскала Андон Никопит – родом от македонския край и натоварен от митрополит Иларион Търновски да обучава търновските деца на гръцки език, еленският чорбаджия хаджи Йордан Брадата и др.
Според плана в първичната ударна сила на Заверата е трябвало да бъдат включени двете хиляди работници на майстор Димитър, който бил нает от турските власти да възстанови Варненската крепост, пострадала от военните действия през 1828 – 1829 г. За целта съзаклятниците специално подбирали младежи и мъже с патриотични настроения.
Под формата на строителни работници-дюлгери в Търново били съсредоточени стотици българи, готови по даден знак да се заловят за оръжието. Иванаки Кюркчи довел от родното село Вратца и от съседното на него Българене в Търново голяма група българенци, вратцалии и присъединилите се към тях родолюбиви българи от околните ловешки села.
Не е възможно да се установят точните имена на участвалите в Заверата, защото списъците на мнимите „дюлгери", дошли в Търново, веднага били унищожени след предателството на чорбаджи Йордан от Елена. След обесването на Иванаки Кюркчи на площада в Ловеч, българенци, вратцалии и останалите от неговата група побързали да се приберат в селата си, без обаче да паднат духом.
Най-важен момент от въстанието е трябвало да бъде завземането от бунтовниците на старата българска столица Търново, където да се побие българското знаме на хълма Царевец и да се провъзгласи свободната българска държава начело с Велчо Атанасов, когото щели да обявят за княз.
След успех на тези действия Велчо Атанасов е щял да остане като княз-губернатор да защитава Търново, а Иванаки Йонков е трябвало незабавно да замине с неговата група въстанници за да вдигнат народа от техния ловешки край и чак до Видин, така още преди да се опомнят турците е трябвало да бъде разбит основния османски гарнизон в Зап. България – този във Видин, след което Иванаки Кюркчи е трябвало да се установи като губернатор в някои от новоосвободените градове – Ловеч или Видин, и да продължат прочистването на северозападните земи от останали османски части.
Димитър Софиянлията след успех в Търново, е трябвало да се заеме веднага дюлгерите да блокират балканските проходи, като издигнат прегради и заложат засади.
На отец Сергий се е паднало да поеме духовните дела в новоогласената българска държава, предвид водещата роля на религията в живота на обикновените хора.
При неуспех ръководителите вярвали, че Русия ще се намеси в подкрепа на българския народ. Подготовката се изразявала и в набавяне на големи количества оръжие и боеприпаси, шиели се специални униформи, калпаци и знамена. Съзаклятниците провеждали военни упражнения, строева подготовка и стрелба.
В самото навечерие на бунта, в началото на месец април 1835 г., еленският чорбаджия Йордан Кисьов извършва жестоко предателство. Османските власти действат светкавично и залавят ръководителите на въстанието. За изтръгване на признания за имената на други заговорници, турците подложили на жестоки изтезания арестуваните бунтовници. Те се изправят достойно пред съда и бесилката и не издават никого, като по този начин спасяват мнозина от смърт.
Двама от подсъдимите – Георги Мамарчев и търновският даскал Антон Никопит като руски поданици (даскалът бил представен като слуга на Мамарчев) били осъдени на заточение в Мала Азия (гр. Коня), откъдето по – късно Г. Мамарчев бил преместен на остров Самос, където починал от естествена смърт през 1846 г.
Велчо Атанасов, Димитър Софиянлията, хаджи Йордан Брадата и Никола Гайтанджията са обесени в Търново на 4 април 1835 г. Отец Сергий също е измъчван, но предвид духовния сан, е заточен в Мъглижкия манастир, където е починал през следващата 1836 г. Иванаки Йонков - Кюркчията е изпратен във Видин по личното настояване на управителя на пашалъка Хюсейн паша, след което е обесен в Ловеч на 14 април 1835 г. Така геройски завършват живота си тези смели българи. 
През 2010 г. във връзка с навършването на 175 години от обесването на Иванаки Йонков Националното Движение „Достойни за България“ постави мемориална мраморна плоча в родното му село Вратца.

## Плаковският манастир
Център на заверата бил Плаковския манастир, където игумена отец Сергий подвеждал под клетва съзаклятниците и бил между най-доверените лица. Зад манастирските порти, на 18 км от Търново, са се провеждали и повечето заседания на завераджиите.
През 1935 г. по повод 100-годишнината от Заверата в Плаковският манастир „Св. пр. Илия“ е поставена голяма мемориална плоча под манастирската камбанария, чийто надпис гласи: "Слава на героите, събрали се преди сто години и загинали за свободата на своя народ: Велчо Атанасов Джамджията от В. Търново, Иванаки Йонков Кюркчията от Враца, отец хаджи Сергий, игумен на манастира „Св. Илия“, Кольо Гайтанджията от В. Търново, майстор Димитър от София, хаджи Йордан Брадата от Елена, даскал Андон Никопит от Македония и мнозина други родолюбци начело с кап. Георги Мамарчев от Котел, вдъхновител и организатор на заверата. Български народен комитет, София, Великден, 1935 г."
- В центъра на гр. Велико Търново в памет на загиналите в Заверата има издигнат паметник, който се намира на едноименния площад „Велчова Завера“.